# Tre Profiler
Tre Profiler var en svensk sång- och musikgrupp startad av Gösta Enar, vars namn tillkom i samband med gruppens TV-debut i oktober 1968 med Åse Kleveland.
Gruppen medverkade i en rad TV- och radioprogram och spelade in singelskivor och LP-skivor med bland annat Evabritt Strandberg och Lars-Erik Berenett, livekonsert med Suzanne Brenning som gäst och konstellationen Gösta Enar, Ole Moe, Marianne Kock. Gösta Enar har även gjort en egen LP. De har gjort omfattande turnéer i Sverige: 120 folkparker (med Lill-Babs) och 240 framträdanden för Rikskonserter och även sjungit utomlands, bland annat för FN som fältartister i Israel och Egypten. I juli 1972 tilldelades gruppen TSO:s (Teatersällskapets Orden) kulturstipendium.

## Historik
Till en början bestod gruppen av Gösta Enar, Bernt Berglund och Bengt Nilsson. Under hösten 1970 slutade Bengt Nilsson och Bert Vennerholm började. Denna sättning nådde 1971 Svensktoppen med "En kväll i juni". Efter 1973 bestod gruppen av olika konstellationer med Thomas Utbult, Ole Moe och Marianne Kock.
1980 trappade Gösta Enar ner sitt sjungande och började på Stora Teatern som planeringschef. Efter sju år blev han chef för den konstnärliga delen i Linköpings nya konserthus, där han stannade i 4 år. Därefter följde 3 år som chef för Musik i Dalarna och sen 13 år som programchef på Skansen, Stockholm. Under hela tiden har han upprätthållit sin sång, om än i mindre omfattning.
Bernt Berglund köpte och drev under några år ett sågverk i Dala-Järna. Bert Vennerholm återgick som universitetslärare i psykologi vid Göteborgs universitet.